# Powrót do Garden State
Powrót do Garden State (ang. Garden State) – film fabularny produkcji amerykańskiej z 2004 roku.

## Opis fabuły
Andrew próbuje swoich sił w Los Angeles jako aktor, jednak nie odnosi w tej dziedzinie sukcesów. Na co dzień pracuje jako kelner w wietnamskiej restauracji. Rozwojowi jego kariery nie sprzyja zapewne to, że od wielu lat zażywa silne środki antydepresyjne zaaplikowane mu przez własnego ojca, z zawodu psychiatrę. Dowiedziawszy się pewnego dnia o samobójczej śmierci swojej matki, zmuszony zostaje do przyjazdu na jej pogrzeb do rodzinnego miasteczka w New Jersey, które opuścił przed dziewięcioma laty. Po przyjeździe spotyka swoich znajomych z liceum − jeden z nich został multimilionerem, drugi, Mark, pracuje jako grabarz na miejscowym cmentarzu. Obaj próbują go wyrwać z katatonicznego stanu, w którym tkwi. Wkrótce Andrew poznaje dziewczynę o imieniu Sam, która jest piękna i wyjątkowa.

## Obsada
- Zach Braff jako Andrew Largeman
- Ian Holm jako Gideon Largeman
- Ron Leibman jako dr Cohen
- Method Man jako Diego
- Natalie Portman jako Sam
- Peter Sarsgaard jako Mark
- Jean Smart jako Carol
- Ann Dowd jako Olivia
- Denis O’Hare jako Albert
- Geoffrey Arend jako Karl Benson
- Alex Burns jako Dave
- Armando Riesco jako Jesse
- Jim Parsons jako Tim
- Michael Weston jako Kenny